# مهر آوانسیان
مهر آوانسیان (انگلیسی: Mher Avanesyan؛ زادهٔ ۲۸ ژوئیهٔ ۱۹۷۴) بازیکن فوتبال در پست مهاجم اهل ارمنستان است.

## باشگاهی
از باشگاه‌هایی که در آن بازی کرده‌است می‌توان به لرناین آرتساخ، شیراک، برق شیراز، زوارتنوتس-ای‌ای‌ال و آرارات ایروان اشاره کرد.